# Dzietrzniki
Dzietrzniki is een plaats in het Poolse district  Wieluński, woiwodschap Łódź. De plaats maakt deel uit van de gemeente Pątnów en telt 1064 inwoners.

## Verkeer en vervoer
- Station Dzietrzniki